# Vita Columbani et discipulorum eius
La Vita Columbani et discipulorum eius (trad. "Vita di Colombano e dei suoi discepoli") è un testo agiografico, scritto in lingua latina, del VII secolo, opera del monaco Giona di Bobbio. Essa narra, secondo i canoni del genere agiografico, la vita e i miracoli di san Colombano, fondatore del monastero di Bobbio, e di alcuni suoi discepoli particolarmente illustri. È unanimemente considerata dalla critica "uno dei più importanti monumenti letterari nel secolo VII sul continente".

## Contenuti
L’opera si apre con un prologo, dedicato agli abati Valdeberto e Boboleno, il primo abate di Luxeuil e il secondo di Bobbio, nel quale l’autore dichiara le circostanze in cui nacque il testo e confessa la propria impreparazione di fronte al compito assegnatogli.
Segue a questa il primo libro, dedicato alla figura di Colombano. L’autore percorre la vita del santo nelle sue tappe principali, concentrandosi prevalentemente sulla fase “continentale” della sua esistenza: i capitoli I-IV trattano la nascita in Irlanda (regione alla quale è dedicato anche un breve testo poetico in esametri ritmici), il sogno avuto dalla madre, l’educazione nelle arti liberali, l’entrata in monastero fino alla decisione di partire per la Gallia. I capitoli V-XVII narrano l’incontro con re Sigeberto, la fondazione del monastero di Luxeuil, che diverrà una delle principali enclave del monachesimo colombaniano, i numerosi miracoli compiuti (celebre l’occasione in cui avrebbe ammansito un orso sul punto di azzannare il cadavere di un cervo). Nei capitoli XVIII-XXX l’autore presenta la collaborazione con re Teodorico e la successiva opposizione della regina Brunechilde, che risulterà nell’esilio di Colombano, l’incontro con Clotario, le profezie da lui annunciate sulla fine di Teodorico e Brunechilde, poi avveratesi, arrivando poi fino alla partenza per l’Italia, l’incontro con il re longobardo Agilulfo, la fondazione di Bobbio e, infine, la morte. Seguono due inni dedicati a Colombano, entrambi pensati per essere cantati in occasione della festa liturgica del santo.
Nel secondo libro vengono narrate le vicende di alcuni discepoli del santo Irlandese, ideali successori alla guida del movimento da lui creato. Il primo (capitoli I-VI) è Attala, successore di Colombano nella direzione del cenobio di Bobbio, di cui ci vengono presentati i miracoli e la visione avuta poco prima della morte. Segue la vita di Eustasio (cap. VII-X), abate di Luxeuil, di cui vengono narrati i miracoli e lo scontro con il monaco Agrestio, il quale dopo una missione ad Aquileia aveva aderito allo scisma dei Tre Capitoli. Sono poi inseriti numerosi miracoli avvenuti nel monastero femminile di Éboriac (cap. XI-XXII), fondato dalla badessa Burgundofara secondo la regola di Colombano. Segue una biografia dell’abate Bertulfo (cap. XXIII), successore di Attala e, per concludere, alcuni miracoli compiuti da monaci bobbiesi (cap. XXIV-XXV).

## Analisi storico-letteraria

### L'eredità di Colombano
Con la morte di Colombano, sopraggiunta nell’anno 615, si spegneva un uomo che aveva portato, grazie al suo forte zelo missionario, un forte rinnovamento spirituale in tutta la Gallia, come evidente dalle sue lettere, fondando monasteri e incoraggiando una vita monastica molto severa. Nonostante la sua indubbia santità e una religiosità dai tratti quasi “mistici”, oltre alla grande popolarità raggiunta presso tutti i livelli sociali, il suo carattere rude e intransigente lo portò allo scontro con parte del clero merovingio e con alcuni suoi seguaci. La situazione peggiorò dopo il bando inflittogli nel 610, quando alcuni monaci abbandonarono Luxeuil. Tra le questioni più problematiche vi era quella del calcolo della pasqua, che Colombano voleva mantenere secondo l’uso irlandese, diverso da quello continentale. Anche dopo la sua morte il santo rimase una figura controversa: pensiamo al fatto che il monaco Agrestio riuscì ad organizzare un sinodo nel quale accusò Colombano di eresia. La genesi della Vita Columbani è legata probabilmente a questo evento, e in generale alle controversie che seguirono alla morte del santo.

### Genesi e formazione dell’opera
Come dichiarato da Giona stesso nel prologo, l’opera gli venne commissionata da Bertulfo e dai monaci di Bobbio intorno al 639:
Come evidente da questo passo, la richiesta di Bertulfo si limitava al solo Colombano, mentre fu Giona stesso, in seguito, a concepire un più ambizioso progetto in due libri (come precisato più avanti nel testo), che includesse anche le vite dei suoi discepoli. Questo ha portato molti studiosi a ipotizzare che l’opera sia stata scritta non di getto, ma in fasi successive: Il finale della Vita di Eustasio, ad esempio, sembra molto simile a quello del primo libro, indizio che forse originariamente quella era la conclusione. La stessa natura fortemente composita del II libro costituisce una prova in tal senso.

### Fonti, metodo e intenti
La Vita Columbani appartiene al genere letterario dell’agiografia, molto diffuso nel medioevo, che consisteva nella narrazione della vita di un santo, figura insigne per virtù e fervore religioso. Questo genere conosceva insigni esempi greci e latini già nella tarda antichità, e proprio ad alcuni di questi si richiama Giona nel primo capitolo del I libro:
Gli autori qui indicati da Giona come in qualche modo canonici sono Atanasio (Vita Antonii, originariamente in greco, tradotta in latino da Evagrio), Girolamo (Vita Pauli e Vita Hilarionis) e Postumiano (Vita Martini). Menzionando costoro, egli si inserisce esplicitamente nel sottogenere della biografia monastica, in quanto tutti e quattro i biografati erano monaci. Delle altre figure menzionate (Ilario, Ambrogio e Agostino) non si specifica l’autore, probabilmente perché, più che rimarcare i loro biografi come modelli letterari, Giona intendeva precisare che, proprio come questi santi, anche Colombano era pienamente aderente all’ortodossia e avverso all’eresia. Dell’agiografia monastica Giona riprende, per la descrizione di Colombano, molti luoghi comuni (la conversione alla vita monastica, la peregrinazione...) ma li fa propri e li adatta alle condizioni diverse in cui si era formato il santo. Altre fonti agiografiche individuate dagli studiosi sono i Dialogi di Gregorio Magno e l’Historia Francorum di Gregorio di Tours. Non mancano ovviamente, come ci si aspetta in un testo agiografico, numerosi riferimenti e citazioni bibliche, usati come riprova della santità del protagonista. Giona mostra anche una buona conoscenza degli scrittori classici, specialmente di Virgilio, citato a più riprese (ad esempio in nel prologo, dove si menziona Bucoliche I, 80) e persino, in un passo tuttavia controverso (I,3), un libro oggi perduto delle Historiae di Tito Livio. Sembrano aver avuto un certo influsso anche le opere dello stesso Colombano, dal momento che Giona riecheggia alcune espressioni rare attestate prevalentemente in Colombano (es. in I,3 il grecismo cenodoxia, presente in Epistulae V, 16).
Oltre al filone letterario a cui si riallaccia, l’autore, nel prologo, rimarca con forza anche la veridicità di quanto narra, in una dichiarazione programmatica:
Giona visse e scrisse in un’epoca molto vicina a quella di Colombano, avendo conosciuto di persona i discepoli diretti del santo, e in più occasioni in effetti si rifà alla loro testimonianza, il che rende l’opera di Giona generalmente affidabile, pur nell’idealizzazione tipica di un testo agiografico. Come ha sottolineato J. Wilson, egli “ebbe a disposizione tutti i mezzi che il più diligente biografo può desiderare”. D’altra parte, gli studiosi hanno anche evidenziato alcune vistose omissioni: egli, ad esempio, non menziona lo scontro tra Colombano e il clero franco che si concluderà con il suo esilio, attribuendo tutto alla regina Brunechilde, così come non parla della questione del computo della pasqua e dello scisma dei Tre Capitoli, a cui Colombano aveva aderito. Per spiegare i motivi di tale scelta è bene comprendere gli intenti perseguiti da Giona: egli, come i suoi committenti, intendeva scrivere per mantenere la memoria del grande santo, ma allo stesso tempo presentarlo come pienamente inserito nel contesto religioso continentale, scagionandolo da qualsiasi accusa di eresia. Ma Giona non si limita a celebrare il grande santo: egli infatti concepisce la propria opera come un grande progetto agiografico, nel quale le peregrinazioni del santo e le sue fondazioni definiscono uno spazio all’interno del quale è praticata la sua regola e nel quale agiscono altre figure in modo corale.
Fondamentali infine, all’interno dell’opera di Giona, sono i miracoli, in tutto più di cento. Essi sono interpretati dall’autore come sanzione divina della santità di Colombano, conseguenza naturale della sua virtù e dell’obbedienza dei monaci.

## La lingua e lo stile
La Vita Columbani costituisce indubbiamente un’eccezione nel panorama linguistico dell’Italia del VII secolo, fase storica caratterizzata dalla quasi totale assenza di testi stilisticamente e letterariamente elaborati e da un’altrettanta mancanza di autori in grado di maneggiare un latino quantomeno vicino allo standard classico. La maggior parte dei testi prodotti in questa fase, tra cui si possono annoverare l’Editto di Rotari e i Codici diplomatici longobardi, testimoniano infatti un latino infarcito di volgarisimi e germanismi, molto lontano dallo standard ma ancora tale da poter essere considerato latino (e non una precoce manifestazione di un idioma romanzo), che prende il nome, secondo quanto proposto da Sabatini, di scripta latina rustica. Tra le sporadiche attestazioni di autori dotati di una discreta preparazione letteraria e linguistica, tra cui possiamo annoverare il vescovo di Milano Benedetto e gli anonimi scrittori delle cancellerie di Aquileia e del Papato, spicca Giona di Bobbio. Fin dall’inizio (I,5), infatti, egli rivendica, seppur nel quadro di una professione di modestia, le proprie capacità letterarie, tali da renderlo degno di “Columbani texere gesta” (lett. “tessere le gesta di Colombano”):
Non sorprende perciò che Giona scriva in un latino sostanzialmente corretto, frutto di una buona preparazione letteraria. Ne è eloquente testimonianza il fatto che, laddove costretto ad introdurre termini estranei alla migliore tradizione latina tardo-antica, come volgarismi o germanismi, ne prenda le distanze indicandoli esplicitamente come tali (es. I, 10 mensura pomorum parvolorum… quae etiam bullucas vulgo appellant, “piccola quantità… di piccoli frutti, che il volgo chiama anche “bolluche””). Notevole anche la presenza insistita di termini latini rari e preziosi, talvolta persino grecismi (es. prologo, agapis, “amore”). Non mancano tuttavia, a dispetto delle migliori intenzioni, alcuni tratti della suddetta scripta rustica, accolti non consapevolmente, ma come frutto di un’interferenza con il parlato, ormai profondamente diverso dalla lingua in cui Giona si prefiggeva di scrivere. Si segnalano, a titolo di esempio, nell’ambito della fonetica, scambi tra i ed e (es. disperantibus, invece di desperantibus), nella morfologia metaplasmi di declinazione o genere (es. tanta ignis, invece di tantus ignis), e nella sintassi l’uso improprio di determinati casi (es. cum certas opportunitates evenisset, dove l’accusativo certas opportunitates è usato come soggetto, funzione logica che richiederebbe invece un nominativo). È utile inoltre precisare che, poiché i manoscritti dell’opera risalgono tutti almeno al IX secolo, e sono perciò successivi alla riforma linguistica carolingia, è possibile che i copisti abbiano alterato e migliorato il dettato dell’autore, in particolare sotto l’aspetto grafico e fonetico. Per questo l’edizione tuttora di riferimento, quella del Krusch, è stata realizzata favorendo, nella scelta delle varianti grafiche attestate dalla tradizione manoscritta, quelle non standard.
Il risultato è una prosa dallo stile da una parte altamente personale, talvolta complessa fino all’oscurità (come nel prologo), e in generale dal tono alto, quasi poetico, dall’altra fortemente influenzata da modelli classici (tramite la mediazione di testi tardo-antichi).

## Tradizione manoscritta ed edizioni
L’opera ebbe grande successo durante tutto il Medioevo ed è perciò tradita intera o, come più spesso avviene, in forma parziale, da un numero cospicuo di testimoni, ben 176, datati tra il IX e l’XVII secolo. Tra le testimonianze manoscritte, spiccano per importanza e antichità i seguenti codici, alla base dell’edizione realizzata da Bruno Krusch nel 1905 per i Monumenta Germaniae Historica:
A1a – Sankt Gallen, Stiftsbibliothek, 553
A1a* – Einsiedeln, Stiftsbibliothek, 257
A1a** – Manchester, John Rylands Library, 101
A1b – Bruxelles, KBR, 8518-20.
A1b* – Heidelberg, Universitätsbibliothek, Salem IX.21
A2 – Paris, Bibliothèque Nationale, 5600
A2a – ’s Gravenhage, Koninklijke Bibliotheek, 70.H.50
A3 – Metz, Bibliothèque Municipale, 523
A4 – Bern, Burgerbibliothek, 48
B1a – Torino, Biblioteca Nazionale, F.IV.26
B1b – Torino, Biblioteca Nazionale, F.IV.12
B2 – Città del Vaticano, Biblioteca Apostolica Vaticana, Reg. lat. 1025
Negli anni successivi sono emersi nuovi codici. In particolare, a Michele Tosi si deve la riscoperta di un manoscritto particolarmente venerabile, ossia il codice Metz, bibliothèque du grand seminaire, I (M), datato al IX secolo, che costituisce la più antica testimonianza manoscritta dell’opera. Alle testimonianze manoscritte si aggiunge un caso di tradizione indiretta, in quanto la Chronica di Fredegario riporta parti consistenti dei capitoli XVIII-XX del primo libro. Aspetto fondamentale della tradizione del testo di Giona è il suo carattere prevalentemente frammentario, per cui raramente è conservata l’originale struttura in due libri delineata da Giona stesso nel prologo. Questo dipese molto dal fatto che, mentre il primo libro si concentrava interamente sulla figura di Colombano, il secondo comprendeva sezioni tra loro decisamente eterogenee, tra cui le biografie di ben due santi, Attala e Eustasio, dei quali il calendario liturgico poneva la ricorrenza, com’è naturale, in giorni diversi rispetto a quello di Colombano. Poiché spesso le raccolte di vite di santi seguivano proprio il calendario liturgico, si finì per scorporarle dalla Vita Columbani e ad inserirle in forma autonoma, come avviene nel Magnum Legendarium Austriacum (trad. “grande leggendario austriaco”), di cui lo stesso Krusch tenne conto nella sua edizione. Molti manoscritti compositi, leggendari e non, mostrano poi come nel corso del Medioevo l’opera o le sue componenti siano state spesso legate ad altri testi, sulla base degli interessi di una comunità, soprattutto nei monasteri. Ad esempio, in area bobbiense, la biografia del santo (perciò il solo primo libro) è stata associata nei codici ai Miracula Columbani, un opuscolo sui miracoli post-mortem del santo realizzato intorno al X secolo, che finì per costituirne il secondo libro, un complemento molto utile in quanto Giona non parla dei miracoli compiuti dal santo dopo la sua morte.
La prima edizione moderna dell’opera risale al 1563, e fu pubblicata a Basilea, insieme alle opere di Beda. Una seconda edizione, il cui testo fu poi adottato dal Migne nella Patrologia Latina, risale al 1669 e fu pubblicata da Jean Mabillon. La prima edizione critica, tuttora di riferimento, è quella, già menzionata, di Bruno Krusch. Egli pubblicò una prima edizione, condotta collazionando quaranta manoscritti, nel 1902. In seguito, dopo aver letto e criticato uno studio di Hugh Jackson Lawlor nel quale venivano segnalati altri testimoni, riprese in mano il lavoro e nel 1905 pubblicò una nuova edizione aggiornata, basata stavolta su ben 114 manoscritti. Data la trasmissione poco omogenea del testo, egli preferì studiare separatamente la tradizione del primo e del secondo libro, creando perciò due stemmi diversi. Quanto al primo, egli individuò due principali forme testuali: la prima (A), più antica, i cui testimoni erano di origine transalpina, e una seconda (B), più recente, di origine italiana, in qualche modo rimaneggiata, poiché la più antica testimonianza (la suddetta Chronica) tendeva a concordare con A. Ciascuna delle due forme sarebbe poi divisibile in ulteriori classi A1, A2, B1, B2 etc, sulla base della presenza o spostamento di determinati episodi narrativi. Krusch tenne in grande considerazione i manoscritti della classe A1a, in particolare il codice di San Gallo, riproducendone anche la grafia. Quanto al secondo libro, mentre i codici del gruppo A3 e molti di B non lo presentano, Krusch si appoggiava ai codici dei gruppi A1 e A2. Il ritrovamento del codice M, parte della famiglia A3 ma includente il secondo libro, oltre a porre la necessità di rivedere il lavoro del Krusch, ha portato ad un’edizione dell’opera basata su quel manoscritto, a cura dello stesso scopritore, Michele Tosi.

## Edizioni a stampa
- 1563, a Basilea.
- 1669, a cura di Jean Mabillon (parte degli Acta sanctorum)
- 1902, a cura di Bruno Krusch (parte dei Monumenta Germaniae Historica).
- 1905, sempre B. Krusch, edizione rivista.
- 1965, a cura di Michele Tosi.

### Traduzioni
- Italiano (1965, a cura di Michele Tosi, 2001, a cura di A. Granata e delle Benedettine dell’abbazia di Isola San Giulio).
- Francese (1988, a cura di A. de Vogüé).
- Inglese (2017, a cura di A. O’Hara e I. Wood).

## Fortuna
L’opera di Giona fu immediatamente considerata un “classico” del genere agiografico: l’autore dell’anonima Passio Preiecti (testo agiografico del tardo VII secolo) inserisce Giona nel proprio “canone” dei migliori autori di gesta dei santi, sottolineandone le qualità letterarie. La Vita sembra essere stata ampiamente letta nella Gallia del VII secolo, specialmente in ambienti monastici, come testimoniano numerosi testi agiografici dell’epoca, ma non solo: è menzionata anche nella Chronica di Fredegario, testo storiografico, che ne riprende l’episodio dell’esilio di Colombano, in un contesto rigorosamente laico. Alcuni indizi fanno pensare ad una conoscenza da parte di Beda (Historia Ecclesiastica), mentre Alcuino di York sembra riecheggiarne alcuni passi nella sua la Vita Vedasti, riscrittura di un'altra opera di Giona. Nei secoli successivi del Medioevo la diffusione della Vita Columbani è testimoniata dalla vasta tradizione manoscritta, e da alcuni plagi anonimi. Relativamente poco diffusa in età moderna (se si eccettua la sua pubblicazione dal Mabillon nel 1669 nell’ambito del progetto degli Acta Sanctorum), conosce invece una rinnovata fortuna nell’800, quando numerosi dotti romantici videro nel Colombano di Giona e in San Benedetto i salvatori dell’Europa dopo la caduta dell’Impero Romano. Da allora l’opera di Giona iniziò ad essere oggetto di intensi studi, culminati con l’edizione critica di Bruno Krusch. Se alcuni studiosi, come lo stesso Krusch, hanno evidenziato i difetti di Giona come scrittore, altri come Franz Brunhölz, hanno valutato la sua opera come “uno dei più importanti documenti letterari del secolo VII sul continente”. Altri ancora, riprendendo la tesi ottocentesca, hanno sottolineato come essa costituisca un ponte tra la cultura tardo-antica e quella medievale, oltre che una delle basi della moderna idea di Europa.

## Riferimenti

#### Fonti
- Giona di Bobbio, Vita di Colombano e dei suoi discepoli, a cura di A. Granata e I. Biffi, Milano 2001.
- Ionas Bobiensis, Vita Columbani et discipulorum eius, a cura di M. Tosi, Piacenza 1965.
- Jonas de Bobbio, Vie De Saint Columban et de ses disciples, a cura di Adalbert de Vogüé, Abbaye de Bellefontaine 1988.
- Jonas of Bobbio, Life of Columbanus, Life of John of Réomé, and Life of Vedast, translated with introduction and commentary by A. O’Hara and I. Wood, Liverpool 2017.
- Vita Columbani, a cura di B. Krusch, Hannoverae 1905, Monumenta Germaniae Historica, Scriptores rerum Germanicarum in usum scholarum, XXXVII.

#### Studi
- I. Biffi, La disciplina e l’amore: un profilo spirituale di san Colombano, Milano 2002.
- S. Boesch Gajano, Giona di Bobbio: un affresco della santità colombaniana nel contesto dell’agiografia medievale, in L’eredità di San Colombano: memoria e culto attraverso il medioevo, sous da direction de E. Destefanis, Rennes 2017, pp. 183–192.
- S. Brufani, Giona di Bobbio e la Vita Columbani discipulumque eius: alle radici della civiltà europea, in Le radici medievali della civiltà europea: atti del Convegno di studio svoltosi in occasione della quattordicesima edizione del Premio internazionale Ascoli Piceno: Ascoli Piceno, 6-7 dicembre 2000. A cura di E. Menestò, Spoleto 2002, pp. 137–156.
- F. Brünholz, Histoire de la littérature latine au moyen âge, I/1, Louvaine-la-Neuve 1990.
- P. Chiesa, Ionas Bobiensis, in Te.Tra La trasmissione dei testi latini del Medioevo (vol. 2), Firenze 2004, pp. 265–273.
- P. Chiesa, La letteratura latina nel Medioevo, Roma 2017.
- A. De Prisco, Il latino tardoantico e altomedievale, Roma 1991.
- A. Dubreucq, La tradition manuscripte de la Vie de saint Colomban et de ses disciples. Étude préliminaire, in L’eredità di San Colombano: memoria e culto attraverso il medioevo, sous da direction de E. Destefanis, Rennes 2017, pp. 147–160.
- M. Lenkaityte, La vie de Saint Colomban e la tradition monastique, in Archivium Bobiense XXXI, Bobbio 2009, pp. 120–156.
- A. O’Hara, The Vita Columbani in Merovingian Gaul, in Early medieval Europe 17, Oxford 2009, pp. 126–153.
- C. Veyrard-Cosme, Alcuin et la réécriture hagiographique: d'un programme avoué d'«emendatio» à son actualisation, in La réécriture hagiographique dans l’Occident médiéval: transformations formelles et idéologiques, a cura di M. Goullet e M. Heinzelmann, Ostfildern 2003, pp. 71–86.
- J. Wilson, The reliability of Jonas, in Mélanges Colombaniens, pp. 81–86.